# تام کوپر (نویسنده)
تام کوپر (۱۹۷۰ در وین - تاکنون) پژوهشگر و نویسنده هوانوردی نظامی می‌باشد که کتابهای متعددی در زمینه هوانوردی نظامی به چاپ رسانده‌است. او مقالات گوناگونی برای مجلات هوانوردی نظامی نوشته‌است.

## سابقه فعالیت‌ها
سفرهای او به اروپا و خاورمیانه موجب شد تا او با منابع آگاه بسیاری در ایران تماس برقرار کند که تجارب این منابع آگاه در کتاب‌های و مقاله‌هایش منعکس شده‌است. علاقهٔ او به هوانوردی نظامیِ پس از جنگ جهانی دوم منجر به گرایش او به پژوهش در زمینهٔ نیروی هوایی و به ویژه نیروی هوایی و کشمکش‌های منطقه‌ای ایران و کشورهای عربی و جنگ ایران و عراق گردید که پیشینهٔ پژوهش‌های او در این زمینه به اواخر دهه ۱۹۸۰ میلادی بازمی‌گردد.